# بيير يفس هامل
بيير يفس هامل (بالفرنسية: Pierre-Yves Hamel)‏ (3 فبراير 1994 ببريست في فرنسا - ) هو لاعب كرة قدم فرنسي في مركز الهجوم. لعب مع ستاد رين ونادي لوريان ويو أس أفرانش.

## وصلات خارجية
- بيير يفس هامل على موقع رابطة كرة القدم الفرنسية للمحترفين (الإنجليزية)
- بيير يفس هامل على موقع قاعدة بيانات كرة القدم.إي يو (الإنجليزية)
- بيير يفس هامل على موقع ليكيب (الفرنسية)
- بيير يفس هامل على موقع Soccerway.com (الإنجليزية)
- بيير يفس هامل على موقع عالم كرة القدم.نت (الإنجليزية)